# De Mysteriis Dom Sathanas
De Mysteriis Dom Sathanas é o primeiro álbum completo de estúdio da banda norueguesa de Black Metal Mayhem. As composições iniciaram-se em 1987, mas devido ao suicídio do vocalista Per Ohlin e o assassinato do guitarrista Øystein Aarseth, o lançamento do disco só ocorreu em  24 de maio de 1994. De Mysteriis Dom Sathanas é considerado um dos maiores e mais influentes álbuns do black metal e do metal extremo em geral.

## Composição e gravação

### 1987–1991
O Mayhem começou a escrevê-lo em 1987, com o vocalista Per Ohlin compondo as letras. Em 1990 ou 1991, versões de estúdio das canções "The Freezing Moon" e "Carnage" foram gravadas, aparecendo na coletânea da CBR Records chamada Projections of a Stained Mind. O baterista do Mayhem, Jan Axel Blomberg, alegou que as letras de "Freezing Moon" tinham como objetivo "fazer as pessoas se suicidarem". Ohlin disse em uma entrevista de 1989 feita pelo guitarrista Morgan Håkansson do Marduk, publicada na fanzine Slayer, que até então ele já havia escrito as letras de  "Funeral Fog", "Freezing Moon", "Buried by Time and Dust" e "Pagan Fears". Versões finalizadas das canções apareceram no álbum ao vivo Live in Leipzig, um concerto gravado em novembro de 1990 que foi lançado em  1993.
Em 1991, Ohlin e Aarseth estavam morando em uma casa próximo a uma floresta em Kråkstad, a qual era usada para os ensaios da banda. Em 8 de abril de 1991, enquanto estava sozinho na casa, Ohlin cortou os pulsos e garganta e então atirou em si mesmo usando uma espingarda. Ele deixou uma breve carta de suicídio, na qual ele se desculpava por ter usado a arma dentro de casa e terminava com "Desculpe pelo sangue". O corpo foi encontrado por Aarseth. Antes de chamar a polícia, ele alegadamente foi para uma loja próxima e comprou uma câmera descartável com qual fotografou o corpo, após rearranjar alguns itens. Uma dessas fotos foi posteriormente usada como capa do bootleg ao vivo intitulado Dawn of the Black Hearts.

### 1991–1994
Para gravar o novo disco, Euronymous recrutou Attila Csihar (da banda húngara Tormentor) como vocalista e Varg Vikernes (que tocava sozinho no Burzum) como baixista. Essa formação — Aarseth, Blomberg, Csihar e Vikernes — gravou o CD durante o fim de 1992 e começo de 1993 no estúdio Grieg Hall em Bergen. Contudo, o álbum em si não continha informações sobre a formação ou créditos. O baixista Jørn Stubberud, que havia deixa o grupo antes das sessões de gravação, alegou que compôs metade das canções do álbum. Ele afirmou que ele e Ohlin compuseram "Freezing Moon" e Aarseth apenas contribuiu com um riff desta canção. Snorre Ruch (que tocava sozinho no Thorns) escreveu alguns dos riffs do disco e finalizou algumas da letras de Ohlin, de acordo com ele próprio e Blomberg. O riff principal da canção  "Into the Promised Land" do Thorns (também chamada de "Lovely Children") tornou-se o  riff principal de "From the Dark Past". De acordo com Vikernes, Aarseth foi responsável pela maior parte dos riffs de guitarra, mas alegou que Blomberg, Stuberrud e ele mesmo contribuíram com alguns riffs também.
Em 10 de agosto de 1993, Vikernes e Snorre Ruch viajaram até o apartamento de Aarseth, em Oslo. Varg foi até lá para tratar dos álbuns do Burzum lançados pela Deathlike Silence, selo de Aarseth. Após discutirem, iniciaram uma briga que terminou com Vikernes esfaqueando Aarseth até a morte. Ele foi condenado a  21 anos de prisão –  tanto pelo assassinato quanto pela queima das igrejas –, enquanto Ruch foi sentenciado a oito anos de prisão por cumplicidade.
Durante o julgamento de Vikernes, a polícia disse que encontrou explosivos e munição na casa de Vikernes. Aarseth e Vikernes haviam planejado explodir a Nidaros Cathedral, a qual aparece na capa do disco, para coincidir com o lançamento do mesmo. Vikernes negou esta alegação em uma entrevista de 2009, dizendo: "Eu tinha conseguido-os [os explosivos e munição] com intento de defender a Noruega caso fôssemos atacados na época. Durante a Guerra Fria, os Estados Unidos e a União Soviética poderiam decidir nos atacar."
Após o funeral de  Aarseth, Blomberg e Stuberrud trabalharam no lançamento do álbum.  Os pais de Aarseth pediram a Blomberg que removesse as faixas de baixo gravadas por Vikernes. Blomberg disse: "Eu achei que seria apropriado que o assassino e a vítima estivessem na mesma gravação. Eu prometi que regravaria as partes de baixo, mas nunca o fiz".
O disco, batizado de De Mysteriis Dom Sathanas, acabou por ser lançado em maio de 1994, e apresenta as últimas letras escritas por Ohlin antes de seu suicídio, e as últimas canções registradas por Aarseth antes de seu assassinato. Também pode ser o único álbum de metal pesado e, possivelmente, o único álbum da história da música, em que tanto o assassino quanto sua vítima tocam juntos.[carece de fontes?]

## Título e arte
O título De Mysteriis Dom Sathanas é uma frase em Latim traduzida por Øystein Aarseth e significa "Os Mistérios do Senhor Satanás". A capa do álbum mostra a cobertura do lado leste da catedral de Nidaros (que fica em Trondheim, na Noruega).

## Recepção
| Críticas profissionais   | Críticas profissionais |
| Avaliações da crítica    | Avaliações da crítica  |
| Fonte                    | Avaliação              |
| ------------------------ | ---------------------- |
| Allmusic                 | link                   |
| BestBlackMetalAlbums.com | link                   |

De Mysteriis Dom Sathanas é amplamente aclamado como uma das obras primas do Black metal, e a sua estética sombria e letras têm sido frequentemente citadas como uma inspiração por outros grupos de black metal. O disco foi incluído na lista "10 Great Black Metal Albums" do site IGN.
De todos os integrantes do Mayhem, Attila Csihar era o único que não era escandinavo. Seu estilo é um pouco atípico para o black metal, e provocou uma recepção mista dos fãs; por exemplo, o Metal Reviews deu-lhe o apelido "Attila 'unhas' Csihar" (embora uma posterior resenha por parte do website tenha elogiado-o, na época do Ordo Ad Chao), considerado uma obra-prima do gênero.
A canção "Freezing Moon" tornou-se um hino do gênero e foi incluída na lista 25 Extreme Metal Anthems da revista Kerrang! e foi regravada ou tocada ao vivo por numerosas bandas como Dissection (Jon Nödtveidt e Ole Öhman também tocaram a canção com Aarseth em 1991), Immortal, Dark Funeral, Carpathian Forest, Gorgoroth, Behemoth, Vader, Nargaroth, Cradle Of Filth, Enslaved etc. "Funeral Fog" foi regravada por Emperor com Csihar nos vocais .

## Faixas
Todas as faixas compostas por Øystein Aarseth e Jan Axel Blomberg, com riffs adicionais por Varg Vikernes, Jørn Stubberud e Snorre Ruch. Todas as letras por Per Yngve Ohlin, exceto onde marcadas. 

## Créditos
- Øystein Aarseth – guitarra principal, letras (5), composição, produção, mixagem
- Jan Axel Blomberg – bateria, composição, produção, mixagem

Créditos adicionais
- Attila Csihar – vocal (não creditado)
- Varg Vikernes – baixo (não creditado)
- Snorre Ruch - composição, fotografia
- Per Yngve Ohlin – letras (1, 2, 4-8)
- Jørn Stubberud – letras (3)